# Catherine Sulem
 Catherine Sulem  (* 1957 in Bir Mourad Raïs, Algerien) ist eine kanadische Mathematikerin und Violinistin.

## Leben und Werk
Sulem wuchs in Nizza auf und promovierte 1979 an der Universität Paris-Nord bei Claude Williams Bardos mit der Dissertation Quelques resultats de regularite pour des equations de mecanique des fluides. Danach arbeitete sie an der École normale supérieure in Paris, bevor sie 1990 an die University of Toronto kam. Sie beschäftigt sich mit nichtlinearen partiellen Differentialgleichungen aus physikalischen Kontexten wie Strömungsmechanik, nichtlinearer Optik und Plasmaphysik. Sie arbeitet sowohl mit analytischen als auch numerischen Methoden wie Funktionalanalysis, asymptotische Entwicklungen und numerischen Simulationen und hat zudem Verständnis der Singularitäten in Wellenausbreitungsmodellen beigetragen. Zusammen mit ihrem Bruder Pierre-Louis Sulem schrieb sie eine Monographie mit dem Titel Nonlinear Schrodinger Equation: Self-focusing Instability and Wave Collapse, die in der Sammlung Angewandte Mathematikwissenschaften bei Springer veröffentlicht wurde. Sie war Mitglied der Redaktion mehrerer Zeitschriften, darunter des Canadian Journal of Mathematics (1999–2005) und des SIAM Journal on Mathematische Analyse (2001–2010).
Im Jahr 2019 hielt sie auf dem  7. International Congress of Industrial and Applied Mathematics in Valencia die AWM-SIAM Sonia Kovalevsky Lecture mit dem Titel The Dynamics of Ocean Waves. Diese Vorträge werden gemeinsam durch die Association of Women in Mathematics and SIAM ausgesucht. 
Sulem studierte Violine am Conservatoire de Nice und trat dann dem Nationalen Konservatorium für Musik und Tanz in Paris bei, wo sie 1975 den Premier Prix de Violon du Conservatoire de Paris in den Klassen von Roland Charmy und Jean Hubeau gewann. Sie nahm an Konzerten in Frankreich, Deutschland, Israel und Kanada teil, gab zahlreiche Konzerte mit den Orchestern von Radio France und war von 1982 bis 1987 Soloviolinistin bei der Israel Sinfonietta.

## Veröffentlichungen (Auswahl)
- Catherine Sulem, Pierre-Louis Sulem: The nonlinear Schrödinger equation : self-focusing and wave collapse. Springer, New York 1999, ISBN 0-387-98611-1.
- Catherine Sulem, Pierre-Louis Sulem, Hélène Frisch: Tracing complex singularities with spectral methods. In: Journal of Computational Physics. Band 50, Nr. 1, 1983, S. 138–161.
- W. Craig, C. Sulem: Numerical simulation of gravity waves. In: Journal of Computational Physics. Band 108, Nr. 1, 1993, S. 73–83.
- Vladimir S. Buslaev, Catherine Sulem: On asymptotic stability of solitary waves for nonlinear Schrödinger equations. In: Annales de l'Institut Henri Poincaré. Band 20, Nr. 3, 2003, S. 419–475.
- W. Craig, P. Guyenne, J. Hammack, D. Henderson, C. Sulem: Solitary water wave interactions. In: Physics of Fluids. Band 18, Nr. 5, 2006.

## Auszeichnungen (Auswahl)
- 1998: Krieger-Nelson-Preis
- 2013: Fellow der American Mathematical Society
- 2015: Wahl zum Fellow der Royal Society of Canada
- 2020: CRM-Fields-PIMS Prize
- 2024: Jeffery-Williams-Preis